# Paralympische Zomerspelen 1984
De VIIe Paralympische Spelen werden in 1984 gehouden in Stoke Mandeville (Verenigd Koninkrijk) en New York (Verenigde Staten).
De Paralympics van 1984 werden in twee verschillende landen georganiseerd. Dit was vooral te wijten aan de Amerikaanse Gehandicaptensport Organisaties en de wijze van fundraising. Met name de Amerikaanse Wheelchairsport Association wilde dermate veel invloed en atleten op de Spelen, dat dat voor de andere Organisaties (Blinden, Spastici en Amputees) niet accepteerbaar was.
Deze drie nationale Organisaties sloegen daarop de handen inéén en besloten met instemming van de 3 Internationale Organisaties: IBSA (Blinden), CP-ISRA (Spastici) en ISOD (Amputees) om de Paralympics in Nassau County (New York) USA te houden van 16 juni tot 30 juni 1984, zonder de rolstoelers.
Door deze beslissing kwamen de World Wheelchair Games voor de Rolstoelatleten op de tocht te staan. Een poging om de Rolstoelspelen toch in Amerika te organiseren in de staat Illinois en de stad Champaign, van 19 juni tot 4 juli 1984, bleek al spoedig financieel niet haalbaar te zijn, omdat de Amerikaanse regering reeds financiële toezeggingen had gedaan aan de Spelen in New York. Door al het gekrakeel trokken veel grote sponsoren zich ook terug. Onder grote internationale druk was het bestuur van de International Stoke Mandeville Games Federation (ISMGF), de internationale organisatie voor de rolstoelsporten, bereid te onderzoeken of de World Wheelchair Games in Aylesbury (Engeland) konden worden georganiseerd. Op deze locatie werden altijd de jaarlijkse "Stoke Mandeville Games" gehouden. Ook hier bleek door de zeer korte tijd die nog beschikbaar was, dat de financiën het struikelblok zouden zijn.
De Haarlemmer Pieter Joon, lid van het bestuur van de ISMGF en van het Nationaal Fonds Sport Gehandicapten (NFSG) in Nederland, alsmede vicevoorzitter van de Nederlandse Invaliden Sportbond (NIS) heeft een belangrijke financiële subsidie van het NFSG kunnen verkrijgen voor de Rolstoelspelen in Engeland. Alleen door deze financiële bijdrage uit Nederland konden de Spelen van 23 juli tot 1 augustus 1984 in Aylesbury worden georganiseerd. Doordat het IOC het gebruik van de naam Olympics niet meer toestond, waren de Internationale Gehandicapten Sportorganisaties genoodzaakt voorlopig een meer algemene naam aan de Spelen te verbinden. Een voorstel om de Spelen voortaan ParaOlympics te noemen was nog niet geaccepteerd.
- The International Games for the Disabled, Nassau County NY 1984, 16 juni tot 30 juni. De Amerikaanse president Ronald Reagan opende de Spelen in het bijzijn van ruim 1.800 atleten uit meer dan 50 landen. Nederland nam in totaal met 65 atleten deel aan deze Spelen. De Zitvolleyballers veroverde net als in 1980 de gouden medaille. In totaal kregen de Nederlandse sporters 110 medailles: 47 gouden, 43 zilveren en 20 brons.
- The World Wheelchair Games Aylesbury 1984, 23 juli tot 1 augustus. De Spelen werden geopend door prins Charles van Wales in het bijzijn van 1.110 sporters uit 40 landen. De Nederlandse ploeg bestond uit 43 sporters, 23 individuele sporters en 2 rolstoelbasketbalteams. De ploeg kwam terug naar Nederland met 27 medailles, waarvan 8 goud, 10 zilver en 9 brons.

## Medaillespiegel
Het IPC stelt officieel geen medaillespiegel op, maar geeft desondanks een medailletabel ter informatie. In de spiegel wordt eerst gekeken naar het aantal gouden medailles, vervolgens de zilveren medailles en tot slot de bronzen medailles.
De onderstaande tabel geeft de top-10, aangevuld met België. In de tabel hebben de gastlanden een blauwe achtergrond.
| Plaats | Land                     | NPC | Goud | Zilver | Brons | Totaal |
| 1      | Verenigde Staten         | USA | 137  | 131    | 129   | 397    |
| 2      | Groot-Brittannië         | GBR | 107  | 112    | 112   | 331    |
| 3      | Canada                   | CAN | 87   | 82     | 69    | 238    |
| 4      | Zweden                   | SWE | 83   | 43     | 34    | 160    |
| 5      | Bondsrepubliek Duitsland | FRG | 79   | 76     | 75    | 230    |
| 6      | Frankrijk                | FRA | 71   | 69     | 45    | 185    |
| 7      | Nederland                | NED | 55   | 52     | 28    | 135    |
| 8      | Australië                | AUS | 49   | 54     | 51    | 154    |
| 9      | Polen                    | POL | 46   | 39     | 21    | 106    |
| 10     | Denemarken               | DEN | 30   | 13     | 16    | 59     |
|        |                          |     |      |        |       |        |
| 12     | België                   | BEL | 22   | 22     | 14    | 58     |

## Deelnemende landen
De volgende 54 Nationaal Paralympisch Comités werden tijdens de Spelen in een of beide steden door een of meerdere sporters vertegenwoordigd: